# Altiphrynoides
Altiphrynoides – rodzaj płazów bezogonowych z rodziny ropuchowatych (Bufonidae).

## Zasięg występowania
Jego przedstawiciele zamieszkują Afrykę, a dokładniej góry w południowej i środkowej Etiopii w prowincjach takich, jak Arussi, Balé oraz Sidamo.

## Systematyka
Rodzaj zdefiniował w 1987 roku francuski herpetolog Alain Dubois w artykule poświęconym taksonomii płazów bezogonowych opublikowanym w czasopiśmie Alytes. Gatunkiem typowym jest (oryginalne oznaczenie) A. malcolmi.

### Etymologia
- Altiphrynoides: łac. altus ‘wysoki, duży’, od alere ‘karmić’; gr. φρυνη phrunē, φρυνης phrunēs ‘ropucha’; -οιδης -oidēs ‘przypominający’[1].
- Spinophrynoides: łac. spina ‘cierń, kolec’; gr. φρυνη phrunē, φρυνης phrunēs ‘ropucha’; -οιδης -oidēs ‘przypominający’[2]. Gatunek typowy (oryginalne oznaczenie): Bufo osgoodi Loveridge, 1932.

### Podział systematyczny
Do rodzaju należą następujące gatunki:
- Altiphrynoides malcolmi (Grandison, 1978)
- Altiphrynoides osgoodi (Loveridge, 1932)